# ریتم گاما

امواج گاما

ریتم گاما یا امواج گاما (انگلیسی: Gamma wave)، سیگنال‌های مغزی با فرکانس بالا هستند، که نرخ فرکانس آن‌ها در محدوده ۲۵ تا ۱۰۰ هرتز قرار دارد.
این امواج با ورودی‌های حسی و همچنین حافظه و توجه مرتبط هستند.
در برخی از تحقیقات، فعالیت‌های غیرمعمول در امواج گاما، برای بیماری‌هایی چون پارکینسون و صرع و آلزایمر گزارش شده‌است.